# Anchorage (Kentucky)
Anchorage – miasto w Stanach Zjednoczonych, w stanie Kentucky, w hrabstwie Jefferson.